# 燕儿窝街道
燕儿窝街道，是中国新疆维吾尔自治区乌鲁木齐市天山区下辖的一个乡镇级行政单位。

## 行政区划
燕儿窝街道共辖以下地区：
燕儿窝南社区、十七户社区、红雁池社区、燕儿窝北路西社区、燕儿窝北路东社区。